# Leotia lubrica
Leotia lubrica (Scop.) Pers., Comm. fung. clav. (Lipsiae): 31 (1797), è un fungo ascomicete appartenente alla famiglia Leotiaceae.

## Descrizione della specie
La L. lubrica fu descritta per la prima volta da Giovanni Antonio Scopoli nel 1772 con il nome Helvella lubrica, ma fu inserita solo successivamente nel genere Leotia da Christian Hendrik Persoon.

### Cappello
1–3 cm di diametro, di forma variabile, di colore giallo verdastro, più o meno convesso, lobato, gelatinoso.

### Gambo
Lungo 2–8 cm, cilindrico, più o meno sinuoso, giallo con sfumature verdi presenti soprattutto alla base, cavo, spesso adornato con fine pruina o granulazioni verdastre.

### Carne
Gelatinosa, elastica, viscida per la presenza di uno strato gelatinoso trasparente che ricopre tutto il carpoforo.

### Microscopia
Sporebianche in massa, ialine, 16-25,0 x 4-6 µm, da ellissoidali a fusiformi, lisce, allungate, spesso incurvate, spesso settate a maturità (con 2-7 setti).
Aschi150 x 10,5 µm, senza opercolo, octosporici, non amiloidi.

## Commestibilità
È un fungo velenoso. Contiene gyromitrina, una tossina idrosolubile, termolabile e fortemente volatile anche a temperatura ambiente. L'ingestione di questo alcaloide può provocare una sindrome citotossica; nell'ambiente acido dello stomaco, infatti, si trasforma in monometilidrazina, sostanza irritante della mucosa gastrointestinale, tossica nei confronti delle cellule epatiche, dei globuli rossi, di cui determina l'emolisi, e del sistema nervoso centrale.

## Habitat
La L. lubrica è un fungo saprofita; cresce in piccoli gruppi, nei boschi, in mezzo alle felci o tra il muschio, in estate-autunno.

## Sinonimi e binomi obsoleti
- Helvella lubrica Scop.
- Leotia gelatinosa Hill

## Nomi comuni internazionali
- (EN)  Jelly Baby
- (DE)  Schlüpfriger Kappenpilz
- (HU)  Zöld csuklyásgomba
- (FI)  Rustonupikka
- (SV)  Slemmurkling

## Specie simili
La L. lubrica può confondersi con:
- Cudonia circinans Fr., che ha il cappello color ocra, il gambo appiattito grigio-violaceo e le spore molto allungate.
- Cudonia confusa Bres., che ha una colorazione uniforme.
- Leotia atrovirens Pers., di colore verde più scuro.

## Etimologia
Dal latino lubricus = gelatinoso, per il rivestimento gelatinoso del carpoforo.